# Bleda (ocell)
Bleda és un dels gèneres d'ocells, de la família dels picnonòtids (Pycnonotidae).

## Taxonomia
Segons la classificació del Congrés Ornitològic Internacional (versió 12.1), aquest gènere conté 5 espècies:
- Bleda canicapillus - Bulbul embridat formiguer.
- Bleda eximius - Bulbul embridat cuaverd.
- Bleda notatus - Bulbul embridat petit.
- Bleda syndactylus - Bulbul embridat cua-roig.
- Bleda ugandae - Bulbul embridat ullgroc.